# 理科教育振興法
理科教育振興法（りかきょういくしんこうほう、昭和28年8月8日法律第186号）は、理科教育の振興に関する法律である。

## 目的
この法律は、理科教育が文化的な国家の建設の基盤として特に重要な使命を有することにかんがみ、教育基本法（平成18年法律第120号）及び学校教育法（昭和22年法律第26号）の精神にのっとり、理科教育を通じて、科学的な知識、技能及び態度を習得させるとともに、工夫創造の能力を養い、もって日常生活を合理的に営み、かつ、わが国の発展に貢献しうる有為な国民を育成するため、理科教育の振興を図ることを目的とする（第1条）。

## 理科教育の定義
この法律で「理科教育」とは、小学校（義務教育学校の前期課程及び特別支援学校の小学部を含む）、中学校（義務教育学校の後期課程、中等教育学校の前期課程及び特別支援学校の中学部を含む）又は高等学校（中等教育学校の後期課程及び特別支援学校の高等部を含む）において行われる理科、算数及び数学に関する教育をいう（第2条）。

## 構成
- 第1章 総則（第1条-第3条）
- 第2章 削除
- 第3章 国の補助（第9条-第11条）
- 附則